# Francesco La Macchia
Francesco La Macchia (ur. 9 października 1938 w Tonnarella w Furnari, zm. 21 lipca 2017 tamże) – włoski kajakarz, kanadyjkarz. Srebrny medalista olimpijski z Rzymu.
Zawody w 1960 były jego jedynymi igrzyskami olimpijskimi. Był drugi w kanadyjkowych dwójkach na dystansie 1000 metrów, partnerował mu Aldo Dezi. 